# Janie Shores
Janie Ledlow Shores (30 de abril de 1932 – 9 de agosto d e 2017) fue una juez del Tribunal Supremo de Alabama quién fue la primera mujer en ser nombrada para ese tribunal. Shore también fue considerada por el presidente Bill Clinton en 1993 como  posible candidata a la Suprema Corte de los Estados Unidos.

## Educación y primeros años
Originaria del Condado de Butler, Alabama, creció en el Condado de Baldwin, Alabama. Shores asistió al Judson College y obtuvo la licenciatura por la Samford University. Recibió el grado en leyes con honores por la University of Alabama Law School  en 1959. Shores obtuvo el grado de LLM por la University of Virginia en 1992.

## Carrera profesional
Después de graduarse de la escuela de leyes, Shores fue practicante en Selma, Alabama, y también formó parte del equipo legal de la Liberty National Insurance Company desde 1961 hasta 1965. En 1965, Shores logró ser la primera mujer miembro de la facultad de Derecho trabajando de tiempo completo  en Alabama (y la segunda en todo el sureste); luego de ser contratada como profesora de leyes en la  Cumberland School of Law en Birmingham, Alabama.

## Carrera en el Tribunal Supremo de Alabama
En 1974, Shore compitió y ganó un asiento en el Tribunal Supremo de Alabama como demócrata, convirtiéndose así en la primera mujer en ser elegida para ese tribunal. " Espero haber demostrado que, ahora las mujeres pueden ocupar y ser elegidas en Alabama para estos cargos, y espero haber contribuido, en una pequeña parte, para que las mujeres crean que hacer esto, es posible," Shores dijo en un artículo publicado el 29 de marzo de 1995 al Birmingham News.

## Consideración para nombramiento al  Tribunal Supremo de los EE. UU.
En 1993, poco después de que el miembro del Tribunal Supremo de EE. UU. el juez Byron White anunciara su dimisión, el presidente Clinton recibió una sorpresa cuándo su candidato favorito , el entonces Gobernador de Nueva York Mario Cuomo, le dijo que no le interesaba el cargo. Tras este incidente Clinton solicitó a su gabinete ampliar la búsqueda de la persona idónea para ocupar el puesto. El 6 de mayo de 1993, el Washington Post  informó que Shores era una posible candidata de Clinton, especialmente porque ella había servido en el Tribunal Supremo de Alabama durante cuatro años en la década de 1970 con el entonces Senador  Howell Heflin, quién en 1993 era un miembro del Senate Judiciary Committee. El 15 de mayo de 1993, el Birmingham News informó que Heflin había dicho que la Casa Blanca estaba dando una  "particular consideración " a Shores como candidata.  Unas semanas más tarde, durante una cena, Heflin dijo que el Consejero de la Casa Blanca Bernard Nussbaum le había "preguntado sobre Janie," según informó el diario.
En el libro de Jeffrey Toobin  del 2007 llamado The Nine: Inside the Secret Worldof the Supreme Court, se dice que el presidente Clinton había seleccionado el nombre de Shores de entre una lista de candidatos y se preguntó si ella sería una candidata adecuada para el Supremo Tribunal. Toobin señala que Shore era "absolutamente desconocida en los círculos legales de Washington nadie – ni Clinton ni alguien de su equipo– tenían idea sobre su posición en asuntos constitucionales o cualquier otra materia legal." Finalmente, de acuerdo con el relato de Toobin, Nussbaum  se siente "cada vez más avergonzado conforme los nombres van y vienen," y "decide tomar una posición." Toobin informa en sulibro que, Nussbaum increpo a Clinton diciéndole, "no nomines a Janie Shores para el Tribunal Supremo.  Nadie sabe quién  es ella.  Esto es una locura." Toobin señala que al final Clinton desisitió de su postura de nominar a Shores, y en su lugar nombró a Ruth Bader Ginsburg al Tribunal Supremo.  Por su parte Shores ha dicho, que ella se sintió muy honrada por haber sido considerada. " Ha sido un gran honor haber sido nominada, aunque no conseguiera el nombramiento" Shores dijo al Birmingham News en un artículo del 29 de marzo de 1995.
Sin embargo, Clinton claramente mantuvo cierto respeto por Shores. Menos de dos años más tarde, en enero de 1995, Clinton nombró a Shores para el Instituto de Justicia Estatal, una entidad privada, sin fines de lucro que proporciona apoyo financiero para proyectos que promuevan mejoras a la calidad y administración de las cortes estatales.

## Retiro
Shores decidió no competir en la reelección de  1998. Lo que significó que su último día en el asiento fue en enero de 1999.
Shores sirvió como Jueza supernumeraria hasta el 2001, cuando Roy Moore, entonces jefe de Justicia del Tribunal Supremo de Alabama, la despidió y reemplazó con el Juez en retiro Hugh Maddox.
En 2004, Shores fue uno de los siete miembros de un Tribunal Supremo Estatal especial, creado para evaluar la apelación de despido de Moore, como jefe de justicia. El tribunal fue escogido al azar de entre un grupo de jueces retirados pero todavía laboralmente activos. El 30 de abril del  2004, el panel votó 7–0 por la no reinstalación de Moore.

## Muerte
Murió el 9 de agosto de 2017, a la edad de 85 años tras golpearse.